# Championnat de Bulgarie de football 1932
 (octobre 2018).
Si vous disposez d'ouvrages ou d'articles de référence ou si vous connaissez des sites web de qualité traitant du thème abordé ici, merci de compléter l'article en donnant les références utiles à sa vérifiabilité et en les liant à la section « Notes et références ».
Navigation
Saison précédente Saison suivante
La saison 1932 du Championnat de Bulgarie de football était la 8e édition du championnat de première division en Bulgarie. Treize clubs, représentant chacun une région de Bulgarie, prennent part à la compétition, qui se déroule sous forme de coupe avec match simple.
Le Shipchenski Sokol Varna remporte la compétition en battant en finale le PFC Slavia Sofia. Il s'agit du tout premier titre de champion de l'histoire du club.

## Les 13 clubs participants
| - PFC Slavia Sofia - Levski Dupnitsa - Orel-Chegan 30 Vratsa - Levski Lom - Shipchenski Sokol Varna - Han Omurtag Shumen - Slava Yambol | - Borislav Stara Zagora - Chardafon Gabrovo - Pobeda 26 Pleven - Sokol Plovdiv - Levski Ruse - Bulgaria Haskovo |

## Compétition

### Premier tour
| Équipe 1                | Résultat | Équipe 2              |
| ----------------------- | -------- | --------------------- |
| PFC Slavia Sofia        | 4 - 0    | Levski Dupnitsa       |
| Orel-Chegan 30 Vratsa   | 2 - 1    | Levski Lom            |
| Shipchenski Sokol Varna | 6 - 2    | Han Omurtag Shumen    |
| Slava Yambol            | 3 - 0    | Borislav Stara Zagora |
| Chardafon Gabrovo       | 1 - 3    | Pobeda 26 Pleven      |

### Quarts de finale
| Équipe 1         | Résultat | Équipe 2                |
| ---------------- | -------- | ----------------------- |
| PFC Slavia Sofia | 5 - 0    | Slava Yambol            |
| Levski Ruse      | 0 - 2    | Shipchenski Sokol Varna |
| Pobeda 26 Pleven | 3 - 2    | Orel-Chegan 30 Vratsa   |
| Sokol Plovdiv    | 3 - 1    | Bulgaria Haskovo        |

### Demi-finale
| Équipe 1                | Résultat | Équipe 2         |
| ----------------------- | -------- | ---------------- |
| PFC Slavia Sofia        | 5 - 0    | Sokol Plovdiv    |
| Shipchenski Sokol Varna | 4 - 1    | Pobeda 26 Pleven |

### Finale
| Équipe 1         | Résultat | Équipe 2                | Aller | Appui |
| ---------------- | -------- | ----------------------- | ----- | ----- |
| PFC Slavia Sofia | 2 - 3    | Shipchenski Sokol Varna | 1 - 1 | 1 - 2 |

## Bilan de la saison
| Championnat de Bulgarie de football 1932 |                                     |
| Champion                                 | Shipchenski Sokol Varna (1er titre) |
| Promotions et relégations                |                                     |
| Promus en A PFL                          | Aucun                               |
| Relégués en B PFL                        | Aucun                               |